# David Curry
David Maurice Curry (né le 13 juin 1944) est un homme politique du Parti conservateur britannique. Il est député de Skipton et Ripon de 1987 à 2010.

## Jeunesse
Curry, le fils d'un enseignant, fait ses études à la Ripon Grammar School où il est préfet en 1962, puis au Corpus Christi College, à Oxford, où il obtient un BA en histoire moderne en 1966. Il fréquente également la Kennedy School of Government de l'Université Harvard en tant que boursier Kennedy. Il commence sa carrière en tant que reporter au Newcastle Journal en 1966. En 1970, il devient rédacteur en chef du commerce mondial au Financial Times où il est resté jusqu'à son élection au Parlement européen. En 1977, il fonde l'Association conservatrice de Paris.

## Carrière politique
Curry se présente au siège travailliste de Morpeth aux Élections générales britanniques de février 1974, mais est battu par le député travailliste sortant George Grant par 13,034 votes. Les deux se sont rencontrés à nouveau aux Élections générales britanniques d'octobre 1974, et Grant l'emporte par 14 687 voix.
Curry est élu Député européen en 1979 pour Essex North East. Il siège jusqu'en 1989.
Curry est élu à la Chambre des communes pour le siège conservateur sûr de Skipton et Ripon aux élections générales de 1987 à la retraite du député conservateur en exercice John Watson. Curry remporte le siège avec une majorité de 17174 voix et occupe le siège jusqu'à sa retraite du Parlement en 2010.
Après son élection, Curry devient membre du comité spécial de l'agriculture jusqu'à ce qu'il soit promu au gouvernement de Margaret Thatcher en 1989 en tant que sous-secrétaire d'État parlementaire au ministère de l'Agriculture, des Pêcheries et de l'Alimentation. Il est promu au sein du même ministère au poste de ministre d'État après les élections générales de 1992 par John Major. Un an plus tard, il passe au ministère de l'Environnement où il reste jusqu'à ce que le gouvernement Major tombe aux élections générales de 1997. Il devient membre du Conseil privé en 1996.
Dans l'opposition, Curry est le secrétaire à l'Agriculture du Cabinet fantôme, mais démissionne en décembre 1997 pour protester le refus de la Grande-Bretagne de rejoindre la monnaie unique européenne pour les dix prochaines années. En 1998, il est président du Comité spécial de l'agriculture et, après les élections générales de 2001, de son successeur le Comité spécial de l'environnement, de l'alimentation et des affaires rurales jusqu'en 2003, date à laquelle il est promu à nouveau au Cabinet fantôme par Michael Howard au gouvernement local et décentralisé. Il démissionne de nouveau en 2004, invoquant cette fois des «raisons familiales» et est remplacé par Caroline Spelman. Il est membre du Comité spécial des comptes publics depuis 2004.
Le 5 février 2009, Curry annonce qu'il ne se présenterait pas aux élections de 2010.
Le 19 novembre 2009, Curry quitte son poste de président de la commission parlementaire sur les normes et les privilèges après des allégations du Daily Telegraph concernant ses dépenses.
En janvier 2013, Curry est nommé rédacteur en chef de la revue parlementaire.

## Publications
- The Food War: US-EU Food Politics par David Curry, 1982, EDG
- The Conservative Tradition in Europe Edité par David Curry, 1998, Mainstream
- Lobbying Government: A Practical Guide for the Housing Industry and Lobby par David Curry, 1999, Chartered Institute of Housing, (ISBN 1-900396-48-3)
- The Sorcerers Apprentice: Government and Globalization par David Curry, 2000, Local Government Association, (ISBN 1-84049-161-2)